# مدار دوسیمه
در مخابرات، یک مدار دوسیمه با پشتیبانی از انتقال به‌طور همزمان در دو جهت مشخص می‌شود، در مقابل مدارهای چهار سیمه، که دارای جفت‌های جداگانه برای ارسال و دریافت هستند. حلقه محلی مشترک از تلفن‌خانه تقریباً هر دو سیم برای مکالمات صوتی باند پایه آنالوک (و برخی سرویس‌های دیجیتال مانند ISDN) هستند و هنگام تعویض تلفن روی صدای باند پایه انجام می‌شود، در کارت خط برگشت به چهار سیمه تبدیل می‌شوند. امروزه صوت در دامنه دیجیتال بالادستی از حلقه محلی به‌طور کامل دیجیتالی و پردازش می‌شود.

## استانداردهای امپدانس
کشورهای مختلف استانداردهای مختلفی برای امپدانس تلفنی دارند.
| کشور          | نام مستعار خروجی | خلاصه                                | منبع                   |
| ------------- | ---------------- | ------------------------------------ | ---------------------- |
| استرالیا      | TN12             | ۲۲۰اهم + (۸۲۰اهم \|\| ۱۲۰ نانوفاراد) | AS / ACIF S002         |
| کانادا        | ۶۰۰اهم           | ۶۰۰اهم                               | CS-03 قسمت اول         |
| اتحادیه اروپا | CTR21 *          | ۲۷۰اهم + (۷۵۰اهم \|\| ۱۵۰ نانوفاراد) | ETSI ES 202 971 V1.2.1 |
| نیوزلند       | BT3              | ۳۷۰اهم + (۶۲۰اهم \|\| ۳۱۰ نانوفاراد) | PTC200                 |
| آمریکای شمالی | ۶۰۰اهم           | ۶۰۰اهم                               | TIA-470.210            |

- الزام نظارتی اروپایی CTR 21 رسماً برداشته شده. برخی از تولیدکنندگان ترجیح می‌دهند که نشست CTR 21 را ادامه دهند، اما دلیل کمی برای این کار وجود دارد.[۶]